# Take The Wave
「Take The Wave」（テイク・ザ・ウェーブ）は、日本のロックバンド・Naifuの1作目のシングル。

## 内容
メジャー・デビューシングルで、テレビ東京系「PVTV」7月度及び「ゴルゴ13」のオープニングテーマ。作詞については、森下志音は「（メンバー全員でやったけど）日本語での作詞には慣れてない。他のメンバーは作詞の出来がすごい。」と語っている。当楽曲の作詞姿勢は当アニメの事を配慮しながらも4人の作詞を部分ごとに厳選して制作したという。
リードボーカルは、1曲目が荒神直規、2曲目が村上風麻である。

## 収録曲
1. Take The Wave
作詞:Naifu 作曲･編曲:森下志音
2. そばにいるから
作詞:村上風麻 作曲・編曲：森下志音

## 参加ミュージシャン
- Naifu
  - 荒神直規：Vocal (#1)、Guitar (#1,2)
  - 山口篤：Drums (#1,2)
  - 村上風麻：Bass (#1,2)、Vocal (#2)
  - 森下志音：Guitar (#1,2)

## 収録アルバム
- ONE (#1)
- GIZA studio 10th Anniversary Masterpiece BLEND 〜FUN Side〜 (#1)